# Laila Al Shaikhli
 (octobre 2013).
Laila Al Shaikhli est une présentatrice et animatrice de télévision irakienne travaillant sur Al Jazeera en arabe.

## Biographie
Née à Bagdad, elle a passé ses premières années en Arabie saoudite, puis elle a étudié en Angleterre et aux États-Unis où elle a obtenu in diplôme en science de l'ordinateur à l'université de Pittsburgh. 
Après avoir rejoint la BBC World Service à Londres en 1994, elle présente ensuite plusieurs programmes dans différentes stations satellites arabes, puis elle rejoint le Middle East Broadcasting Center en 1996 et Abu Dhabi TV en 1999. Elle présente les programmes Dialogue avec l'Occident (MBC), Agenda (MBC), Dunnia (VTQM) et Panorama (VTQM).
Elle a été classée 75e dans la liste des Arabes les plus influents en 2008.
Elle a organisé A Day in the Life of Iraqi women, un échange de propos avec la militante irakienne Houzan Mahmoud sur la vie des femmes irakiennes sous l'occupation américaine.
Elle est mariée à un journaliste irakien d'Al Jazeera, Jassem Al-Azzawi.